# 道宣
道宣（596年—667年），俗姓錢，唐朝吳興（今浙江湖州市）人。一說丹徒（今江蘇省鎮江市丹徒區）人，生於長安。為漢傳佛教律宗南山宗初祖，初依智首律師聽習律藏。纔得一遍、便欲歸山坐禪。和尚教曰：「戒淨定明、慧方有據；始聽未閑、持犯焉識。」又往聽律十遍、復欲坐禪。和尚曰：「更聽十遍、可遂汝心。」又往律筵、依位伏業。時首律師命令覆講、始不敢受、辭不獲已、方乃覆文。聽二十遍、時經六載。道宣律師居終南山、後世因稱其撰述曰南山律。南山以法華涅槃諸義、而釋通四分律。貫攝兩乘、囊包三藏、遺編雜集、攢聚成宗。其撰述最著者、為《四分律刪繁補闕行事鈔》、《四分律含註戒本疏》、《四分律隨機羯磨疏》，世稱為「南山三大部」。與玄奘大師（602年－664年）為同期聖僧。

## 生平
道宣15岁于日严寺出家，20岁到大禅定寺受具足戒，先后依止智顗、智首律师钻研律学。之后四方参学。唐武德七年（624年），道宣结庐终南山，居净业寺。此后四十余年，除被礼请参加玄奘法师在长安的译场外，均在净业寺潜心禅定，研究律学。后人因他长期居于终南山，并在净业寺树立律学范畴，即称他所传弘的《四分律》学为南山宗，并称他为南山律师。
乾封二年（公元667年）入寂。唐懿宗咸通十年（公元869年）特谥号「澄照」。
道宣门下有受法传教弟子千人，相继阐扬他的遗教弘化最盛，朝野崇奉，南山一宗风行更广。至今中国出家僧徒，还大多以他的《四分律》学为行持的楷模。其重要弟子為：大慈、文綱、名恪、秀(周)、靈崿、融濟及新羅的智仁。
弟子秀周繼嗣法統為南山律宗二祖，鑒真為道宣的三傳弟子。

## 佛学贡献
道宣著述颇丰：所著《四分律删繁补阙行事钞》、《四分律删补随机揭磨疏》、《四分律比丘含注戒本疏》、《四分律比丘尼钞》、《四分律拾毗尼义钞》称为南山宗五大部；另其所著之《续高僧传》、《广弘明集》等，均为佛教文史学上的重要名著。道宣的学说可详见于南山宗。另外還有《量處輕重儀》。
道宣为维护佛门的地位也作出了不可磨灭的贡献。唐李渊、李世民、李治三代，奉行比较开明政策建立大唐帝国后，为维持统治地位，对日益壮大的佛教采取高压政策。唐高宗李治时，敕令僧人跪拜君亲。为维护佛门的地位与律仪的纯粹，道宣率弟子多次与皇权周旋，终于护法成功，迫使高宗收回了敕令。
法師於佛教經典目錄、律學、護法文集、僧傳等法著的編撰， 在麟德二年（六六四）所完成的《大唐內典錄》是佛教目錄著述中的典範，體例規範更為後世者所承襲，相續的又完成了《集神州三寶感通錄》、《律相感通傳》等著述；道宣律師於佛教文獻上的成就，概分為三類，一、經錄《大唐內典錄》二、僧傳《續高僧傳》三、護法《弘明集》、《集古今佛道論衡》等；道宣後於唐高宗乾封二年（六六七）圓寂于終南山西明寺。

## 軼事
《史傳》上有詳細記載。
道宣律師是唐朝人，律宗始祖，當年在終南山修行，戒律精嚴，感動天人供養。他日中一食，毗沙門天王子每天中午送一缽飯供養，這真正是「感動諸天，天龍鬼神。」
南山道宣律師持戒嚴謹，
搭茅棚於終南山上苦修，專弘律法著名，感動天神每日送饌供養，一日，窺基前來拜訪道宣律師，兩人在論談了許久之後，都過了天神送饌的時間，仍未見天女前來送飯。
窺基留宿茅棚的當晚，道宣法師如昔的整晚打坐，窺基法師卻是翻來覆去地酣聲如雷，道宣被窺基吵了一整晚，心想這還像出家人嗎?
依照出家人的禮儀，是行住坐臥皆有的規矩，行如風，立如松，坐如鐘，臥如弓。像窺基大師這樣睡姿的出家人大概少見了。道宣繼續地打坐，忽覺得身上有點癢，摸出了是一隻虱子，為持戒不殺生，便將其丟置於地。
翌日晨間，道宣律師不悅對窺基祖師言道：“你整夜酣聲如雷，一點也不知道修行，還打擾我不能打坐?”窺基祖師回答：你昨天晚上，從身上摸到一隻虱子，雖然沒有殺死它，可是你把它摔到地上，那隻虱子不幸摔斷了一條腿，整晚哀叫，害我不得安眠。
道宣律師一聽，啞口無言，昨天晚上真的有一隻虱子咬他，被他丟到地上，窺基法師不是在睡覺嗎？還睡得打鼾，怎麼又會知道的?
待窺基法師告辭下山，第二日中午天人又按時送供養來了，道宣律師問起說：昨天中午為什麼沒有送餐供養？天神道：昨天有大乘菩薩在山上，滿山都是護法神守護著，天人都無法得以進入。道宣這時生起大懺悔，懺悔自己見到肉身菩薩不但不知恭敬，反怨怪菩薩鼻鼾如雷。
道宣觀窺基祖師的大乘「唯識學」，竟能有如此功德，絕非僅守小乘戒律所能比之；這也促使了道宣律師發奮勤研大乘唯識之學，並將其法義精要融入了律學，使中國的「南山律學」成為圓融無礙的大乘律學。

## 参看
- 律宗
- 南山宗